# Moritz Augenstein
Moritz Augenstein, né le 16 avril 1997 à Pforzheim, est un coureur cycliste allemand. Il participe à des compétitions sur route et sur piste. 

## Biographie
Moritz Augenstein commence à se consacrer au cyclisme vers l'âge de neuf ans. Sa première licence est prise en 2009 au RSV Ellmendingen,. Dans les rangs juniors, il devient champion d'Allemagne de l'américaine en 2015, aux côtés de Moritz Malcharek. La même année, il représente son pays aux championnats du monde sur piste, où il se classe septième du scratch et dixième de l'américaine. Il s'impose aussi sur la version espoir des Six Jours de Brême en 2017, toujours en compagnie de Moritz Malcharek. 
En 2022, il devient champion d'Allemagne de derny, derrière l'entraîneur Christian Ertel. L'année suivante, il complète son palmarès avec les titres de champion national dans la course aux points, le scratch et l'américaine (avec Moritz Malcharek), tout en occupant un emploi à temps partiel. Il conserve ensuite ces trois titres de champion d'Allemagne en 2024. Une lourde chute le prive cependant d'une participation aux championnats du monde élites. Également actif sur route, il obtient plusieurs victoires et diverses places d'honneur dans des critériums allemands. 
En janvier 2025, il est percuté par un véhicule lors d'une sortie d'entraînement à Majorque. Blessé à l'épaule, il doit déclarer forfait pour les prochains championnats d'Europe. Il fait néanmoins son retour à la compétition au printemps.

## Palmarès sur piste

### Championnats nationaux
- 2014
  - 3e du championnat d'Allemagne de course aux points juniors
- 2015
  -  Champion d'Allemagne de l'américaine juniors (avec Moritz Malcharek)
- 2022
  -  Champion d'Allemagne de course derrière derny
- 2023
  -  Champion d'Allemagne de course aux points
  -  Champion d'Allemagne du scratch
  -  Champion d'Allemagne de l'américaine (avec Moritz Malcharek)
  -  Champion d'Allemagne de course derrière derny
- 2024
  -  Champion d'Allemagne de course aux points
  -  Champion d'Allemagne du scratch
  -  Champion d'Allemagne de l'américaine (avec Moritz Malcharek)
  - 3e du championnat d'Allemagne de l'élimination